# 파커낮도마뱀붙이
파커낮도마뱀붙이(Phelsuma parkeri)는 파커 데이 게코(Parker's day gecko), 펨바 아일랜드 데이 게코(Pemba Island day gecko)라 불리며, 탄자니아의 펨바섬에 고유하고 보통 바나나 나무와 주택에 서식한다. 보통 곤충과 꽃꿀을 먹는다.

## 어원
종명 parkeri 은 영국의 파충류학자였던 햄프턴 와일드먼 파커(:en:Hampton Wildman Parker)를 기려 지었다.

## 형태
파커낮은 몸이 가늘고 꼬리까지 최대 16 cm에 달하는 중형 도마뱀붙이류이다. 몸은 연두색을 띄며 배는 희고, 둥과 다리에 작고 검은 점박이 무늬가 있을 수 있다. 희미한 붉은 줄무늬가 콧구멍에서 눈까지 이어지고, 눈의 가장자리는 노랗다.

## 분포
파커낮은 넓이가 1,340 제곱킬로미터에 불과한 펨바 섬에서만 발견되는데, 주변에는 훨씬 작은 섬들이 몇 개 있고, 탄자니아 본토에서는 50 km 떨어져 있다.
파커낮은 대개 바나나나무와 야자나무 같은 큰 나무에서 발견된다. 인류의 거주지 근처에서도 살아간다.

## 습성
파커낮은 다양한 곤충 따위의 무척추동물을 먹는다. 부드럽고 달달한 과일, 꽃가루, 꽃꿀도 먹는다.
파커낮은 상당히 낮을 가린다. 사육 시에도 마찬가지다.
암컷은 단체 둥지에 많은 수의 알을 낳는다. 신생아는 꼬리까지 28mm에 이른다.

## 사육
파커낮은 식물이 잘 심겨진 큰 테라리움에서 쌍으로 키워야 하다. 온도는 28 °C (82 °F), 습도는 65–75% 사이를 유지하고 밤에는 습도를 살짝 높여야 한다. 사육 시에는 귀뚜라미, 벌집나방(:en:wax moth) 애벌레, 초파리, 밀웜, 집파리를 먹일 수 있다.

## 참고 문헌
- Henkel F-W, Schmidt W (1995). Amphibien und Reptilien Madagaskars, der Maskarenen, Seychellen und Komoren. Stuttgart: Ulmer. ISBN 3-8001-7323-9.
- Loveridge A (1941). "New Geckos (Phelsuma and Lygodactylus), Snake (Leptotyphlops), and Frog (Phrynobatrachus) from Pemba Island, East Africa". Proc. Biol. Soc. Washington 54: 175-178. (Phelsuma madagascariensis parkeri, new subspecies, pp. 175–176).
- McKeown S (1993). The General Care and Maintenance of Day Geckos. Lakeside, California: Advanced Vivarium Systems.